# Steffen Haars
Steffen Haars (* 30. Juli 1980 in Maaskantje, Niederlande) ist ein niederländischer Schauspieler, Regisseur, Drehbuchautor und Filmproduzent. Er ist der ältere Bruder von Tim Haars, der ebenfalls als Schauspieler tätig ist.

## Karriere
Bekannt wurde Steffen Haars durch die 2007 erstmals ausgestrahlte Comedy-Serie New Kids. Zusammen mit Flip van der Kuil schrieb er die Drehbücher für die Serien sowie den Kinofilm New Kids Turbo. Bei einigen Folgen der Serie führte er Regie. Er selbst spielt dort die Rolle des Robbie Schuurmans.
Er studierte Kinematografie bei der niederländischen Film- und Fernsehakademie in Amsterdam. Er erschien zudem in der Reality-Show The Trip und war Co-Produzent des Programms De Pulp Show. Er hatte zudem weitere Auftritte in Werbefilmen, Kurzfilmen und Musikvideos.

## Filmografie

### Als Schauspieler
- 2001: De Pulp Show
- 2003: The Trip
- 2007–2009: New Kids
- 2010: New Kids Turbo
- 2011: New Kids Nitro
- 2013: Bros Before Hos
- 2017: Ron Goossens, Low Budget Stuntman

### Als Regisseur
- 2002: De Pulp Show
- 2003: The Trip
- 2007–2009: New Kids (unbekannte Anzahl)
- 2010: New Kids Turbo
- 2011: New Kids Nitro
- 2013: Bros Before Hos
- 2017: Ron Goossens, Low Budget Stuntman
- 2024: Krazy House

### Als Drehbuchautor
- 2002: De Pulp Show
- 2007–2009: New Kids (unbekannte Anzahl)
- 2010: New Kids Turbo
- 2011: New Kids Nitro
- 2013: Bros Before Hos
- 2017: Ron Goossens, Low Budget Stuntman
- 2024: Krazy House